# أناتول بيك
أناتول بيك (بالإنجليزية: Anatole Beck) هو رياضياتي أمريكي، ولد في 19 مارس 1930 في نيويورك في الولايات المتحدة، وتوفي في 21 ديسمبر 2014 في ماديسون في الولايات المتحدة.